# Nekrolog 4. Quartal 1904
Nekrolog
◄◄
| ◄
| 1900
| 1901
| 1902
| 1903
| 1904 | 1905 | 1906 | 1907 | 1908 | ► | ►►
1. Quartal |
2. Quartal |
3. Quartal |
4. Quartal 1904
Weitere Ereignisse | Allgemeiner Nekrolog 1904
Die Beschreibung der verstorbenen Person sollte so kurz wie möglich gehalten sein und nur deren signifikante Tätigkeit(en) enthalten.
Neue Namen ggf. auch unter dem Geburts- und Sterbedatum, also etwa unter 1. Januar und im Geburts- und Sterbejahr (2024) eintragen (nur bei entsprechender großer Wichtigkeit). Für Beispiele siehe die schon vorhandenen Artikel.
Außerdem über die fünf zuletzt Verstorbenen, zu denen es einen ausreichend guten Artikel für eine Präsentation auf der Hauptseite gibt, nach der todesbedingten Überarbeitung der Artikel ggf. auch unter Wikipedia Diskussion:Hauptseite informieren und sie am besten auch in den anderen Wikipedia-Sprachversionen eintragen. Tipp: Regelmäßig bei news.google.de nach „ist tot“, „gestorben“ oder „verstorben“ suchen.
Wenn eine Person gestorben ist, gibt es viele Seiten zu dieser Person in der Wikipedia, die davon auch betroffen sind und entsprechend aktualisiert werden müssen. Beispiele: Namenübersichtsseite, Geburtsjahr, Geburtsort-Seiten und viele mehr.
Wie finde ich die betroffenen Seiten?
Im Suchfeld auf der linken Seite gibt man den Suchbegriff so ein: „Vorname Nachname“. Dann klickt man auf Volltext und alle Seiten mit entsprechendem Suchtext werden aufgerufen. Hier sieht man dann schnell, wo auch das Todesjahr Sinn macht oder sogar ein Teil des Artikels angepasst werden muss. Auch hilft das „Werkzeug“ auf der linken Seite sehr gut, um solche Seiten aufzufinden: „Links auf diese Seite“. Somit ist die Wikipedia wieder aktuell in allen Bereichen! Hinweis: bei Eintragung der Kategorie „Gestorben JAHR“ wird der Missbrauchsfilter 49 ausgelöst, was jedoch nicht schlimm ist. Siehe: Spezial:Missbrauchsfilter/49
Dies ist eine Liste von im vierten Quartal 1904 verstorbenen bekannten Persönlichkeiten. Die Einträge erfolgen innerhalb der einzelnen Daten alphabetisch sortiert. Tiere sind im Nekrolog für Tiere zu finden.

## Oktober
| Tag         | Name                               | Beruf, bekannt als                                                                  | Alter | Beleg |
| ----------- | ---------------------------------- | ----------------------------------------------------------------------------------- | ----- | ----- |
| 1. Oktober  | Cesare Bonelli                     | italienischer Kriegsminister                                                        | 83    |       |
| 1. Oktober  | William Vernon Harcourt            | britischer Politiker (Liberal Party), Mitglied des House of Commons und Peer        | 76    |       |
| 1. Oktober  | Samuel Rousseau                    | französischer Komponist                                                             | 51    |       |
| 2. Oktober  | Lasar Brodskyj                     | ukrainischer Unternehmer und Philanthrop                                            | 56    |       |
| 2. Oktober  | George Van Eman Lawrence           | US-amerikanischer Politiker                                                         | 85    |       |
| 2. Oktober  | Selim Lemström                     | finnischer Physiker                                                                 | 65    |       |
| 3. Oktober  | Fritz Neff                         | deutscher Komponist                                                                 | 30    |       |
| 3. Oktober  | Heinrich Petry                     | deutscher Bildhauer                                                                 | 72    |       |
| 3. Oktober  | Friedrich zu Stolberg-Stolberg     | deutscher Adeliger und Politiker (Zentrum), MdR                                     | 67    |       |
| 4. Oktober  | Frédéric-Auguste Bartholdi         | französischer Bildhauer                                                             | 70    |       |
| 4. Oktober  | Rudolf Gaedechens                  | deutscher Klassischer Archäologe                                                    | 70    |       |
| 4. Oktober  | Barnett Gibbs                      | US-amerikanischer Politiker                                                         | 53    |       |
| 4. Oktober  | Adela Florence Nicolson            | britische Dichterin                                                                 | 39    |       |
| 4. Oktober  | Henry C. Payne                     | US-amerikanischer Politiker (Republikanische Partei)                                | 60    |       |
| 4. Oktober  | Karl Tanera                        | deutscher Offizier und Schriftsteller                                               | 55    |       |
| 5. Oktober  | Christoffel Bisschop               | niederländischer Genremaler und Lithograf                                           | 76    |       |
| 5. Oktober  | Paul von Kügelgen                  | deutschbaltischer Journalist                                                        | 61    |       |
| 5. Oktober  | Henry Lejeune                      | britischer Maler                                                                    | 84    |       |
| 5. Oktober  | Ernst Arthur Seemann               | deutscher Verleger                                                                  | 75    |       |
| 6. Oktober  | Ira Davenport                      | US-amerikanischer Politiker                                                         | 63    |       |
| 6. Oktober  | Paul Holdheim                      | Jurist und Landtagsabgeordneter                                                     | 57    |       |
| 7. Oktober  | Isabella Bishop                    | britische Reiseschriftstellerin                                                     | 72    |       |
| 7. Oktober  | Otto Brieger                       | deutscher Lehrer, Organist und Komponist                                            | 69    |       |
| 8. Oktober  | Carl Oskar von Deuster             | deutscher Gutsbesitzer und Politiker                                                | 69    |       |
| 8. Oktober  | Matt Whitaker Ransom               | US-amerikanischer Politiker und Offizier                                            | 78    |       |
| 8. Oktober  | Gustav Ratzenhofer                 | österreichischer Offizier, Philosoph und Soziologe                                  | 62    |       |
| 8. Oktober  | Bernhard von Schkopp               | preußischer Offizier, zuletzt General der Infanterie sowie Gouverneur von Straßburg | 87    |       |
| 8. Oktober  | Clemens Winkler                    | deutscher Chemiker, Entdecker des Germaniums                                        | 65    |       |
| 9. Oktober  | Lyman Enos Knapp                   | US-amerikanischer Politiker                                                         | 66    |       |
| 9. Oktober  | Karl Schrauf                       | österreichischer Archivar                                                           | 69    |       |
| 10. Oktober | Anna Forcke                        | Diakonisse und als Oberin Leiterin der Henriettenstiftung in Hannover               | 68    |       |
| 11. Oktober | Adalbert von Hanstein              | deutscher Dichter und Schriftsteller                                                | 42    |       |
| 11. Oktober | Georg Hempel                       | deutscher Rittergutsbesitzer, Industrieller und Politiker, MdR                      | 57    |       |
| 11. Oktober | Christoph von Seiler               | Jurist und Zweiter Bürgermeister von Nürnberg                                       | 82    |       |
| 12. Oktober | Alonzo B. Cornell                  | US-amerikanischer Politiker                                                         | 72    |       |
| 12. Oktober | Karl Jauslin                       | Schweizer Historienmaler                                                            | 62    |       |
| 12. Oktober | Engelbert Lanz                     | österreichischer Komponist, Organist und Musikpädagoge                              | 84    |       |
| 12. Oktober | Carl Friedrich Meyer               | deutscher Geograph, Heimatforscher und Gymnasiallehrer                              | 63    |       |
| 12. Oktober | Josef Franz Georg Scheu            | österreichischer Komponist                                                          | 63    |       |
| 13. Oktober | Harald Asplund                     | schwedischer Ingenieur                                                              | 73    |       |
| 13. Oktober | Eduard Keller                      | deutscher Violinist, Musikpädagoge und Musikprofessor                               | 89    |       |
| 13. Oktober | Károly Lotz                        | deutsch-ungarischer Maler                                                           | 70    |       |
| 13. Oktober | Heinrich Maurach                   | deutscher Verwaltungsbeamter                                                        | 50    |       |
| 14. Oktober | Eduard Gerlich                     | altösterreichischer Eisenbahnpionier                                                | 68    |       |
| 14. Oktober | Hermann Jacubowsky                 | Hamburger Lotteriedirektor, MdBü                                                    | 82    |       |
| 14. Oktober | Julius Cornelius Schaarwächter     | deutscher (Hof-)Fotograf                                                            | 57    |       |
| 14. Oktober | Laurenz Schäfer                    | deutscher Porträtmaler der Düsseldorfer Schule                                      | 64    |       |
| 15. Oktober | Gaetano Fabiani                    | italienischer Musiker und Komponist                                                 | 63    |       |
| 15. Oktober | Georg                              | König von Sachsen                                                                   | 72    |       |
| 15. Oktober | Johann Meyer                       | deutscher Schriftsteller                                                            | 75    |       |
| 15. Oktober | Albert Schmidt                     | deutscher Redakteur und Politiker (SPD), MdR                                        | 46    |       |
| 16. Oktober | Georg Dehn                         | deutscher Landschafts- und Vedutenmaler                                             | 61    |       |
| 16. Oktober | Ludwig Hermann Harnisch            | deutscher Zinngießer-Meister und Unternehmer                                        | 79    |       |
| 16. Oktober | Bernard Renault                    | französischer Paläobotaniker                                                        | 68    |       |
| 17. Oktober | María de las Mercedes de Borbón    | spanische Prinzessin und durch Heirat Prinzessin von Neapel und beider Sizilien     | 24    |       |
| 17. Oktober | Ștefan Petică                      | rumänischer Dichter                                                                 | 27    |       |
| 17. Oktober | Karl Senhofer                      | österreichischer Chemiker                                                           | 63    |       |
| 19. Oktober | Karl Hugo Huppert                  | deutscher Chemiker und Mediziner                                                    | 72    |       |
| 19. Oktober | Galen Spencer                      | US-amerikanischer Bogenschütze                                                      | 64    |       |
| 20. Oktober | Karl Friedrich Wilhelm Albrecht    | deutscher Kommunalpolitiker                                                         | 85    |       |
| 20. Oktober | Henry Hiles                        | englischer Komponist, Organist und Musikpädagoge                                    | 77    |       |
| 20. Oktober | Fritz Koegel                       | deutscher Schriftsteller und Kunstwissenschaftler                                   | 44    |       |
| 20. Oktober | Charles Lallemand                  | französischer Jurist, Journalist, Zeichner, und Maler                               | 77    |       |
| 20. Oktober | Emil Schlagintweit                 | deutscher Tibetologe, Sprachforscher, Orientalist und Jurist                        | 69    |       |
| 21. Oktober | August Drumm                       | deutscher Bildhauer                                                                 | 42    |       |
| 21. Oktober | Isabelle Eberhardt                 | schweizerisch-französische Abenteuerin, Reiseschriftstellerin und Journalistin      | 27    |       |
| 21. Oktober | Jewhenija Jaroschynska             | ukrainische Schriftstellerin, Übersetzerin, Folkloristin und Ethnographin           | 36    |       |
| 22. Oktober | Samuel Warren Abbott               | US-amerikanischer Arzt und Statistiker                                              | 67    |       |
| 22. Oktober | Carl Josef Bayer                   | österreichischer Chemiker                                                           | 57    |       |
| 23. Oktober | Jean-Edouard Barde                 | Schweizer evangelischer Geistlicher und Hochschullehrer                             | 68    |       |
| 23. Oktober | Emilia Dilke                       | britische Feministin, Kunsthistorikerin und Gewerkschafterin                        | 64    |       |
| 24. Oktober | Christoph Wilhelm Otto Hubbe       | Unternehmer und Königlicher Geheimer Kommerzienrat                                  | 62    |       |
| 24. Oktober | Ludwig von Lossow                  | deutscher Adeliger und Offizier                                                     | 68    |       |
| 24. Oktober | Hermann Planck von Planckburg      | österreichischer Gutsbesitzer und Landtagsabgeordneter                              | 64    |       |
| 24. Oktober | Ernst Schwartzkopff                | deutscher Architekt                                                                 | 52    |       |
| 24. Oktober | Ormsby B. Thomas                   | US-amerikanischer Politiker                                                         | 72    |       |
| 25. Oktober | Theodor Fleitmann                  | deutscher Chemiker und Unternehmer                                                  | 76    |       |
| 25. Oktober | Teresa Milanollo                   | italienische Violinistin und Komponistin                                            | 77    |       |
| 26. Oktober | Wilhelm Beyer                      | deutscher Opernsänger und Theaterschauspieler                                       | 39    |       |
| 26. Oktober | Pavlos Melas                       | griechischer Offizier                                                               | 34    |       |
| 26. Oktober | Anton Mollinary von Monte Pastello | Feldzeugmeister der Österreich-Ungarischen Armee                                    | 84    |       |
| 26. Oktober | Henry Norman                       | britischer Feldmarschall und Gouverneur                                             | 77    |       |
| 28. Oktober | Karl Heydemann                     | deutscher Jurist und Politiker (NLP), MdR, Bürgermeister                            | 59    |       |
| 28. Oktober | Arnould Locard                     | französischer Malakologe, Geologe, Ingenieur und Wissenschaftshistoriker            | 62    |       |
| 28. Oktober | George K. Nash                     | US-amerikanischer Politiker                                                         | 62    |       |
| 29. Oktober | Benjamin Harrison Eaton            | US-amerikanischer Politiker                                                         | 70    |       |
| 29. Oktober | Mathilde Level                     | deutsche Opernsängerin (Sopran) mit französischen Wurzeln                           | 31    |       |
| 30. Oktober | Nathaniel H. Odell                 | US-amerikanischer Politiker                                                         | 76    |       |
| 31. Oktober | Ernst Brausewetter                 | deutscher Übersetzer, Herausgeber und Autor                                         | 41    |       |
| 31. Oktober | Albrecht Emch                      | Schweizer Schriftsteller und Politiker                                              | 68    |       |
| 31. Oktober | Germano Wanderley                  | deutscher Architekt und Vertreter des Historismus                                   | 59    |       |

## November
| Tag          | Name                                     | Beruf, bekannt als                                                                                             | Alter | Beleg |
| ------------ | ---------------------------------------- | --- | ----- | ----- |
| 2. November  | Giuseppe Ottolenghi                      | italienischer General                                                                                          | 65    |       |
| 2. November  | Albrecht von Rehdiger                    | deutscher Majoratsbesitzer und Parlamentarier                                                                  | 72    |       |
| 2. November  | Eduard Schuster                          | deutscher Architekt und Autor                                                                                  | 73    |       |
| 3. November  | Willy Bambus                             | deutscher Vertreter der Chowewe-Zion                                                                           | 42    |       |
| 3. November  | Walter Calé                              | deutscher Dichter                                                                                              | 22    |       |
| 3. November  | Carl Daniel Ekman                        | schwedischer Chemieingenieur                                                                                   | 59    |       |
| 3. November  | Rudolf Gallati                           | Schweizer Jurist und Politiker                                                                                 | 59    |       |
| 4. November  | Alexander Nikititsch Panschin            | russischer Eiskunstläufer                                                                                      | 41    |       |
| 4. November  | August Pezzey der Jüngere                | österreichischer Maler                                                                                         | 29    |       |
| 4. November  | Alexander Scharf                         | österreichischer Journalist                                                                                    | 70    |       |
| 4. November  | Gaston Serpette                          | französischer Komponist                                                                                        | 58    |       |
| 4. November  | Buren Sherman                            | Gouverneur von Iowa                                                                                            | 68    |       |
| 5. November  | Heinrich Bertram                         | deutscher Pädagoge, Berliner Schulreformer                                                                     | 78    |       |
| 5. November  | Theodor Hultzsch                         | deutscher Handelskammerpräsident und Politiker, MdR, Abgeordneter des Sächsischen Landtags                     | 72    |       |
| 6. November  | Jesse Johnson Finley                     | US-amerikanischer Politiker, Richter, Senator und General der Konföderierten im Bürgerkrieg                    | 91    |       |
| 6. November  | Salomon Kohn                             | österreichischer Schriftsteller                                                                                | 79    |       |
| 6. November  | Hugo Mittenzweig                         | deutscher Mediziner, Gerichtsarzt in Berlin                                                                    | 64    |       |
| 7. November  | Edmund Burke Fairfield                   | US-amerikanischer Politiker                                                                                    | 83    |       |
| 7. November  | Julius Römheld                           | deutscher Eisenhüttentechniker und Unternehmer                                                                 | 81    |       |
| 7. November  | Heinrich Wedrich                         | böhmischer Industrieller, Kunstsammler, Museumsgründer und Mäzen der Stadt Leipa                               | 69    |       |
| 8. November  | Clemens zu Pappenheim                    | königlich bayerischer Regierungsbeamter                                                                        | 81    |       |
| 9. November  | Joseph C. Hendrix                        | US-amerikanischer Politiker                                                                                    | 51    |       |
| 9. November  | Oliver Aiken Howland                     | kanadischer Rechtsanwalt, Politiker und 31. Bürgermeister von Toronto                                          | 57    |       |
| 9. November  | Albert Milde                             | österreichischer Bauingenieur                                                                                  | 65    |       |
| 10. November | Augustus Brandegee                       | US-amerikanischer Politiker                                                                                    | 76    |       |
| 10. November | Michael Heine                            | französischer Bankier und Unternehmer                                                                          | 85    |       |
| 10. November | Moritz Alphons Stübel                    | deutscher Naturforscher, Geologe, Geograph, Ethnologe                                                          | 69    |       |
| 11. November | Robert Pfitzner                          | deutscher Violinist und Musikdirektor                                                                          | 79    |       |
| 12. November | Gustav Dau                               | deutscher und Politiker (DFP), MdR, Landwirt                                                                   | 51    |       |
| 12. November | Félix Deltour                            | französischer Literaturwissenschaftler, Lehrer und Beamter                                                     | 82    |       |
| 12. November | Rudolf Ribarz                            | österreichischer Landschaftsmaler                                                                              | 56    |       |
| 13. November | Karl von Bredow-Buchow-Carpzow           | preußischer Politiker                                                                                          | 72    |       |
| 13. November | Karl Friedrich Matthes                   | deutscher Politiker, MdL (Königreich Sachsen)                                                                  | 74    |       |
| 13. November | Henri Wallon                             | französischer Historiker und Staatsmann                                                                        | 91    |       |
| 14. November | Mario Mocenni                            | italienischer Geistlicher, Kardinal und Nuntius                                                                | 81    |       |
| 14. November | Eduard Rochlitz                          | deutscher Ingenieur, preußischer Baubeamter und Hochschullehrer                                                | 75    |       |
| 15. November | Fanny Kelly                              | US-amerikanische Pioniersfrau und Autorin                                                                      | 59    |       |
| 15. November | Maria von der Passion                    | französische römisch-katholische Ordensgründerin und Missionarin (seliggesprochen)                             | 65    |       |
| 15. November | Anna Sachse-Hofmeister                   | österreichisch-deutsche Opernsängerin (Sopran)                                                                 | 54    |       |
| 16. November | James Cooney                             | US-amerikanischer Politiker                                                                                    | 56    |       |
| 16. November | Peter von Lehmann                        | deutscher General und Numismatiker                                                                             | 89    |       |
| 16. November | Edward F. Wright                         | britischer Kolonialpolizeichef und Cricketspieler                                                              | 46    |       |
| 17. November | Hermann Ameler                           | evangelischer Geistlicher und preußischer Parlamentarier                                                       | 92    |       |
| 17. November | Leonhard Romeis                          | deutscher Architekt des Historismus                                                                            | 50    |       |
| 18. November | William Campbell Preston Breckinridge    | US-amerikanischer Politiker                                                                                    | 67    |       |
| 18. November | Wilhelm Conradi                          | deutscher Komponist, Organist und Lehrer                                                                       | 88    |       |
| 18. November | Eugenio Geiringer                        | österreichischer Architekt und Ingenieur                                                                       | 60    |       |
| 18. November | Luigi Palma di Cesnola                   | US-amerikanischer Soldat, Konsul, Ausgräber, Antikensammler und erster Direktor des Metropolitan Museum of Art | 72    |       |
| 19. November | Hans von Hopfen                          | deutscher Schriftsteller                                                                                       | 69    |       |
| 19. November | Friedrich August Leßke                   | deutscher Lehrer, Kantor und Heimatforscher                                                                    | 63    |       |
| 20. November | Iwan Nikolajewitsch Goroschankin         | russischer Botaniker                                                                                           | 56    |       |
| 20. November | Adalbert Kottulinsky                     | österreichischer Politiker                                                                                     | 57    |       |
| 20. November | Hugh Smith Thompson                      | Gouverneur von South Carolina                                                                                  | 68    |       |
| 21. November | Wheeler H. Bristol                       | US-amerikanischer Ingenieur, Eisenbahnmanager und Politiker                                                    | 86    |       |
| 21. November | Jimmy Michael                            | britischer Radrennfahrer                                                                                       | 27    |       |
| 21. November | Carl Stellwag von Carion                 | österreichischer Augenarzt                                                                                     | 81    |       |
| 21. November | Hermann Vogel                            | deutscher Kunsthändler und Fotograf                                                                            | 79    |       |
| 22. November | Théophile de Bock                        | niederländischer Landschaftsmaler, Zeichner, Aquarellist, Radierer und Lithograf                               | 53    |       |
| 22. November | Robert Langerhans                        | deutscher Pathologe                                                                                            | 45    |       |
| 22. November | Heinrich Alphons Plessing                | Lübecker Rechtsanwalt, Notar und Senator                                                                       | 74    |       |
| 22. November | John Perkins Ralls                       | US-amerikanischer Arzt und Politiker                                                                           | 82    |       |
| 23. November | Franz von Niesewand                      | preußischer Generalmajor                                                                                       | 72    |       |
| 23. November | Pasquale Penta                           | italienischer Psychiater und Kriminalanthropologe                                                              | 45    |       |
| 23. November | Alfred Schultz                           | deutscher Verwaltungsjurist                                                                                    | 64    |       |
| 23. November | Samuel Washington Woodhouse              | US-amerikanischer Arzt und Naturforscher                                                                       | 83    |       |
| 24. November | Lucie Bacmeister                         | deutsche Schriftstellerin und Malerin                                                                          | 61    |       |
| 24. November | Christopher Dresser                      | britischer Designer                                                                                            | 70    |       |
| 24. November | Gabriel Hermeling                        | deutscher Goldschmied                                                                                          | 71    |       |
| 25. November | Eduard von Ungern-Sternberg              | deutscher Schriftsteller und Politiker, MdR                                                                    | 68    |       |
| 26. November | Peter Heinrich Brincker                  | deutscher Missionar in Deutsch-Südwestafrika                                                                   | 68    |       |
| 26. November | José Francisco Chaves                    | US-amerikanischer Politiker                                                                                    | 71    |       |
| 26. November | Julius Stadler                           | Schweizer Architekt, Aquarellist und Hochschullehrer                                                           | 76    |       |
| 27. November | Paul Tannery                             | französischer Mathematik- und Wissenschaftshistoriker                                                          | 60    |       |
| 27. November | Hermann Wilfarth                         | deutscher Agrikulturchemiker                                                                                   | 51    |       |
| 28. November | Rudolf von Gasser                        | bayerischer Diplomat und Hofbeamter                                                                            | 75    |       |
| 28. November | Hermann de Pourtalès                     | Schweizer Segler                                                                                               | 57    |       |
| 28. November | Matthew White Ridley, 1. Viscount Ridley | britischer Politiker (Conservative Party), Mitglied des House of Commons und Peer                              | 62    |       |
| 29. November | Fanny Janauschek                         | Schauspielerin                                                                                                 | 76    |       |
| 29. November | Karl Schwenzer                           | württembergischer Hofmedailleur                                                                                | 61    |       |
| 30. November | Marguerite Charpentier                   | französische Kunstsammlerin und Salonnière                                                                     | 56    |       |
| 30. November | Josef Schumacher                         | deutscher Staatsanwalt und Parlamentarier                                                                      | 63    |       |

## Dezember
| Tag          | Name                                         | Beruf, bekannt als | Alter | Beleg |
| ------------ | -------------------------------------------- | --- | ----- | ----- |
| 1. Dezember  | Hector Giacomelli                            | französischer Zeichner und Illustrator                                                                                 | 82    |       |
| 2. Dezember  | Chauncey Forward Black                       | US-amerikanischer Politiker                                                                                            | 65    |       |
| 2. Dezember  | Friedrich von Hohenzollern-Sigmaringen       | Prinz von Hohenzollern                                                                                                 | 61    |       |
| 2. Dezember  | Karl Koester                                 | deutscher Pathologe und Hochschullehrer                                                                                | 61    |       |
| 2. Dezember  | Ernst Richard von Tschirschky und Bögendorff | deutscher Oberst | 82    |       |
| 3. Dezember  | James Soloman Biery                          | US-amerikanischer Politiker                                                                                            | 65    |       |
| 3. Dezember  | David Bratton                                | US-amerikanischer Schwimmer und Wasserballspieler                                                                      | 35    |       |
| 5. Dezember  | Elisabeth Denkhausen                         | deutsche Sängerin (Mezzosopran) und Theaterschauspielerin                                                              | 56    |       |
| 5. Dezember  | James Noble Tyner                            | US-amerikanischer Politiker                                                                                            | 78    |       |
| 6. Dezember  | Georg von Brandis                            | deutscher Rittergutsbesitzer, Verwaltungs- und Hofbeamter                                                              | 57    |       |
| 6. Dezember  | Franz Kahn                                   | deutscher Jurist und Hochschullehrer                                                                                   | 43    |       |
| 6. Dezember  | Richard Taylor                               | britischer General | 85    |       |
| 6. Dezember  | Maria Zanders                                | deutsche Unternehmerin und Kulturstifterin                                                                             | 65    |       |
| 7. Dezember  | Adolf Waldinger                              | slawonischer Maler | 61    |       |
| 9. Dezember  | Alexander Nikolajewitsch Pypin               | russischer Literaturhistoriker und Ethnograf                                                                           | 71    |       |
| 9. Dezember  | Karl Tücking                                 | deutscher Pädagoge, Historiker und Philologe                                                                           | 78    |       |
| 11. Dezember | August Evelt                                 | deutscher Richter und Politiker (LRP, NLP), MdR                                                                        | 76    |       |
| 11. Dezember | Friedrich Hammacher                          | deutscher Jurist und Politiker (DHP), MdR und Wirtschaftsführer                                                        | 80    |       |
| 11. Dezember | Heinrich Ludwig Kayser                       | deutscher Drucker und Verleger                                                                                         | 71    |       |
| 12. Dezember | Jacob Caro                                   | deutscher Historiker                                                                                                   | 69    |       |
| 12. Dezember | Hugo von Goldegg                             | Tiroler Politiker und Heraldiker                                                                                       | 75    |       |
| 12. Dezember | Heinrich Schabbel                            | Lübecker Bäckermeister, Konditor und Erfinder des Hanseaten                                                            | 43    |       |
| 12. Dezember | Emanuel Schiffers                            | russischer Schachspieler                                                                                               | 54    |       |
| 13. Dezember | Oswald von Coburg                            | österreichischer Generalmajor                                                                                          | 82    |       |
| 13. Dezember | Achsah Mount Ely                             | US-amerikanische Mathematikerin und Hochschullehrerin                                                                  | 58    |       |
| 13. Dezember | Theodor Pyl                                  | deutscher Historiker                                                                                                   | 78    |       |
| 13. Dezember | Otto Schirmer                                | deutsch-österreichischer Architekt und Dombaumeister                                                                   | 76    |       |
| 14. Dezember | Philip Sadée                                 | niederländischer Maler der Haager Schule                                                                               | 67    |       |
| 14. Dezember | Emil Szanto                                  | österreichischer Althistoriker und Epigraphiker                                                                        | 47    |       |
| 15. Dezember | Paulus Quirinus Brondgeest                   | niederländischer Mediziner                                                                                             | 69    |       |
| 15. Dezember | Edgar Christian Fencker                      | dänischer Kaufmann, Ornithologe und Inspektor in Grönland                                                              | 60    |       |
| 16. Dezember | Karl Raimund Kristinus                       | österreichischer Komponist                                                                                             | 61    |       |
| 16. Dezember | Daniel W. Mills                              | US-amerikanischer Politiker                                                                                            | 66    |       |
| 16. Dezember | Anton von Radziwill                          | preußischer Offizier, zuletzt General der Artillerie sowie Generaladjutant Wilhelm I.                                  | 71    |       |
| 16. Dezember | Friedrich Rassow                             | deutscher Jurist und Politiker, MdR                                                                                    | 78    |       |
| 16. Dezember | Georg Sauerwein                              | deutscher Publizist, Sprachwissenschaftler und Humanist                                                                | 73    |       |
| 17. Dezember | Alfred Gotthold Meyer                        | deutscher Hochschullehrer, Professor für Geschichte des Kunstgewerbes                                                  | 40    |       |
| 17. Dezember | Paul Schwieger                               | deutscher Lehrer | 54    |       |
| 17. Dezember | Edgar Weeks                                  | US-amerikanischer Politiker                                                                                            | 65    |       |
| 19. Dezember | James Philip Eagle                           | US-amerikanischer Politiker, Gouverneur von Arkansas                                                                   | 67    |       |
| 19. Dezember | Ernst Hallier                                | deutscher Botaniker und Philosoph                                                                                      | 73    |       |
| 20. Dezember | Alexandrine von Baden                        | badische Adlige | 84    |       |
| 20. Dezember | Isaac Lowthian Bell                          | britischer Industrieller der Stahlindustrie und liberaler Politiker                                                    | 88    |       |
| 21. Dezember | August Dür                                   | Schweizer Politiker | 80    |       |
| 21. Dezember | Friedrich Lüders                             | deutschamerikanischer Naturforscher                                                                                    | 91    |       |
| 21. Dezember | George Laird Shoup                           | US-amerikanischer Politiker                                                                                            | 68    |       |
| 21. Dezember | Sebastian Weidner                            | hessischer Politiker                                                                                                   | 54    |       |
| 22. Dezember | Carl Friedrich Alexander Bosch               | deutscher Unternehmer                                                                                                  | 61    |       |
| 23. Dezember | Hermann Berthold                             | deutscher Unternehmer und Erfinder                                                                                     | 73    |       |
| 23. Dezember | Andreas Joseph von Thürheim                  | österreichischer Militär, Militärschriftsteller und Geschichtsschreiber                                                | 77    |       |
| 24. Dezember | Gustav Bauernfeind                           | deutscher Maler | 56    |       |
| 24. Dezember | Julien Dillens                               | belgischer Bildhauer                                                                                                   | 55    |       |
| 25. Dezember | Guido Bodländer                              | deutscher Chemiker | 49    |       |
| 25. Dezember | Pieter Lodewijk Muller                       | niederländischer Historiker                                                                                            | 62    |       |
| 25. Dezember | Hugh H. Price                                | US-amerikanischer Politiker                                                                                            | 45    |       |
| 26. Dezember | Franz Schönthaler                            | österreichischer Bildhauer                                                                                             | 83    |       |
| 26. Dezember | Bodo von Suckow                              | preußischer Generalleutnant                                                                                            | 74    |       |
| 27. Dezember | Gottfried Friton                             | österreichischer Komponist, Militärkapellmeister und Arrangeur                                                         | 80    |       |
| 27. Dezember | Hugo Holstein                                | deutscher Philologe und Gymnasiallehrer, Literaturhistoriker und Landesgeschichtler                                    | 70    |       |
| 27. Dezember | William F. Mahoney                           | US-amerikanischer Politiker                                                                                            | 48    |       |
| 27. Dezember | Friedrich Strubberg                          | deutscher Kommunalpolitiker                                                                                            | 68    |       |
| 28. Dezember | Alexander Rodionowitsch Gerngroß             | russischer Bergbauingenieur                                                                                            |       |       |
| 28. Dezember | Otto Intze                                   | deutscher Ingenieur und Hochschullehrer, Professor für Wasserbau, Baukonstruktion und Baustofflehre an der RWTH Aachen | 61    |       |
| 29. Dezember | August von Bönninghausen                     | deutscher Verwaltungsjurist und Landrat                                                                                | 73    |       |
| 29. Dezember | Friedrich Moritz Brauer                      | österreichischer Entomologe                                                                                            | 72    |       |
| 29. Dezember | Henri Léopold Lévy                           | französischer Maler | 64    |       |
| 29. Dezember | August Salfeld                               | deutscher Agrarwissenschaftler                                                                                         | 69    |       |
| 30. Dezember | Ernst Ewald                                  | deutscher Maler | 68    |       |
| 30. Dezember | Otto Giese                                   | deutscher Politiker | 49    |       |
| 31. Dezember | Henri Berthoud                               | Schweizer evangelischer Geistlicher und Sprachwissenschaftler                                                          | 49    |       |
| 31. Dezember | Peter V. Deuster                             | US-amerikanischer Politiker und Verleger                                                                               | 73    |       |
| 31. Dezember | Beauchamp Tower                              | englischer Erfinder und Ingenieur                                                                                      | 59    |       |